# Trawniki (Nieboczowy)
Trawniki – nieistniejąca część wsi Nieboczowy w Polsce położona w województwie śląskim, w powiecie wodzisławskim, w gminie Lubomia. Została zlikwidowana wraz z tzw. Starymi Nieboczowami podczas budowy zbiornika przeciwpowodziowego.
W latach 1975–1998 miejscowość administracyjnie należała do województwa katowickiego.
W gminie Lubomia jest też miejscowość Trawniki będąca częścią Lubomi. 
Inne miejscowości o tej samej nazwie: Trawniki

## Nazwa
Nazwa pochodzi od polskiego określenia oznaczającego - "trawnik". Niemiecki językoznawca Heinrich Adamy w swoim dziele o nazwach miejscowych na Śląsku wydanym w 1888 roku we Wrocławiu wymienia najstarszą nazwę miejscowości w polskiej formie "Trawnik" tłumacząc jej znaczenie "Wiesenthal. Grasplatz" czyli po polsku "Łąka, trawnik".